# The Spectre (píseň)
„The Spectre“ je anglická píseň britsko-norského hudebního producenta a DJ Alana Walkera, který obsahuje nezvyklý pěvecký doprovod od norského skladatele a producenta Jespera Borgena. Na skládání písně se podíleli Jesper Borgen, Alan Walker, Marcus Arnbekk, Mood Melodies a Lars Kristian Rosness. Text písně napsali všichni zmínění skladatelé ve spolupráci s Tommym Laverdim a Gunnarem Grevem. Píseň byla oficiálně vydána 15. září 2017.

## Pozadí vzniku písně
„The Spectre“ je vokální remake písně Spectre, která byla vydáná na YouTube kanálu NoCopyrightSounds 6. ledna 2015. Se skladbou Alan Walker debutoval na koncertu ve Walkerově rodném městě Bergenu. Na tomto koncertu zařadil písně několik měsíců před oficiálním vydáním písně, píseň také zazněla na festivalu elektronické taneční hudby Tomorrowland, který se konal v roce 2017 v Belgii. V interviewu s Dance Music Northwest Walker popsal píseň jako novější verzi písně Spectre.

## Sponzoři a autoři

### Sponzoři
Tvorba písně byla sponzorována společností Tidal.

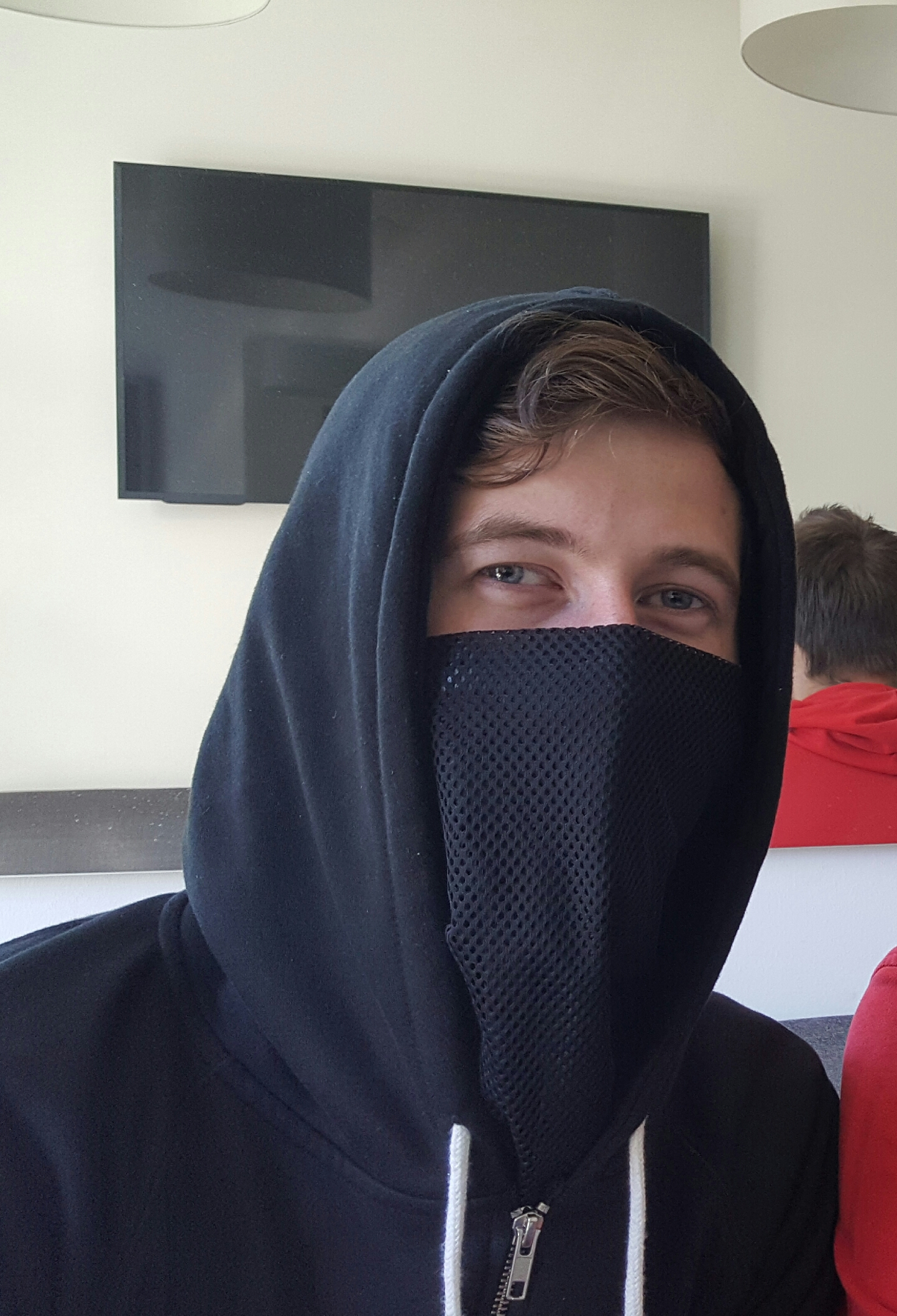
Alan Walker

### Autoři
- Alan Walker – skladatel, producent
- Marcus Arnbekk – skladatel, producent
- Mood Melodies – skladatel, producent
- Lars Kristian Rosness – skladatel, producent
- Jesper Borgen – skladatel, zpěvák
- Tommy Laverdi – textař
- Gunnar Greve – textař, vedoucí producent
- Sören von Malmborg – mastering inženýr
- Fredrik Borch Olsen – koproducent

## Žebříčky
| Žebříček (výběr) (2017)       | Nejvyšší dosažená pozice |
| ----------------------------- | ------------------------ |
| Litva (M-1 Top 40)            | 36                       |
| Norsko (VG-lista)             | 5                        |
| Filipíny (Philippine Hot 100) | 79                       |
| Švédsko (Sverigetopplistan)   | 22                       |